# Alpedriz
Alpedriz est une freguesia portugaise située dans le District de Leiria.
Avec une superficie de 15,50 km2 et une population de 1 000 habitants (2001), la paroisse possède une densité de 54,8 hab/km2.